# Röthis
Röthis ist eine Gemeinde in Österreich in Vorarlberg im Bezirk Feldkirch mit 2239 Einwohnern (Stand 1. Jänner 2025).

## Namensschreibung
In einem bischöflichen Urbar in Chur wird um 1380 erstmals der Name „Roetis“ genannt. 1441 wird in einer Urkunde Rötis geschrieben, in der Mitte des 15. Jahrhunderts „Roetys“, 1495 „Reottis“, danach 1497, 1504, 1541 und 1544 wieder „Rötis“, 1493, 1516, 1635 und 1709 „Röttis“. Erst gegen Ende des 18. Und im 19. Jahrhundert wird die Schreibweise „Röthis“ üblich.

## Geographie
Der Ort Röthis liegt im Vorarlberger Vorderland, im westlichsten Bundesland Österreichs, Vorarlberg, auf 508 Metern Höhe. Die Gemeindegrenze im Westen bildet die Frutz auf 440 Meter über dem Meer. An der Frödisch, dem Grenzbach im Südosten, steigt das Land auf 700 Meter an. Die Fläche beträgt knapp drei Quadratkilometer. Davon werden zwanzig Prozent landwirtschaftlich genutzt, ein Drittel ist bewaldet.
Es existieren keine weiteren Katastralgemeinden in Röthis.

### Nachbargemeinden
Die Gemeinde Röthis hat eine gemeinsame Gemeindegrenze mit sieben anderen Vorarlberger Gemeinden, die sich alle ebenso wie Röthis im Bezirk Feldkirch befinden.
| Koblach  | Klaus Weiler                                | Viktorsberg    |
| Rankweil | Kompassrose, die auf Nachbargemeinden zeigt |                |
|          | Sulz                                        | Zwischenwasser |

## Geschichte
Die erste urkundliche Erwähnung von Röthis stammt aus dem Jahr 842. In einer Urkunde vom 23. September 882 wird der Ort Röthis als „Villa Rautena bei der Kirche des hl. Martin“ bezeichnet. In einer Schenkungsurkunde von Karl dem Dicken an das Kloster St. Gallen, werden die Güter und Menschen zur „villa Raitinis“ in Churwalgau im Lande Rätien (Churwalchen) verschenkt. 890 verschenkt die Witwe Himiltrud dem Kloster St. Gallen mit einer Urkunde, ausgestellt zu „Rautines“ alles, was sie von ihrem Mann Plasius als Morgengabe in den Orten Sulles (Sulz) und Klaus erhalten hat. In einem Einkünfterodel des Klosters St. Gallen aus dem 11. Jahrhundert wird Röthis wiederum als „Rautena“ und als „Rautinas“ bezeichnet.
Das Röthner Schlösschen wurde um 1600 erbaut und ist damit einer der ältesten Ansitze Vorarlbergs. Ursprünglich gehörte es der Familie Litscher, kam im 17. Jahrhundert in das Eigentum der Familie Frey von Schönstein. Von 1777 bis 1836 wurde es von der Familie Clessin bewohnt, dann wechselten die Besitzer häufig. Im Jahr 1981 kaufte die Gemeinde Röthis das Anwesen und nutzt es als Gemeindeamt.
Die Habsburger regierten die Orte in Vorarlberg wechselnd von Tirol und Vorderösterreich (Freiburg im Breisgau) aus. Von 1805 bis 1814 gehörte der Ort zu Bayern, dann wieder zu Österreich. Zum österreichischen Bundesland Vorarlberg gehört Röthis seit der Gründung 1861. Der Ort war 1945 bis 1955 Teil der französischen Besatzungszone in Österreich.

### Bevölkerungsentwicklung
Die Bevölkerungsentwicklung Röthis war über gut 200 Jahre sehr gleichbleibend:
- Mitte 17. Jh. etwa 520 Personen;
- Etwa um 1750 etwa 541 Personen mit 71 Häusern;
- Etwa um 1800 ca. 513 Personen (nach Ausgliederung von Viktorsberg und anderen Weilern) in 84 Häusern;
- 1834 rund 500 Personen in 90 Häusern;
- 1841 waren es 509 Personen;
- 1847 waren 533 Personen in 90 Häusern; am
- 31. Oktober 1857 waren es 574 Personen in 107 Häusern;
- 31. Dezember 1869 waren es 538 Personen in 114 Häusern;
- 31. Dezember 1880 waren es 541 Personen in 120 Häusern;
- 31. Dezember 1890 waren es 538 Personen in 123 Häusern;.[6]

Der Ausländeranteil lag Ende 2002 bei 12,6 Prozent.
Seit 1981 war die Wanderungsbilanz negativ, konnte aber durch die Geburtenbilanz ausgeglichen werden. Nur zwischen 2001 und 2011 war auch die Geburtenbilanz leicht negativ.

## Kultur und Sehenswürdigkeiten
- Pfarrkirche Röthis
- Röthner Schlösschen

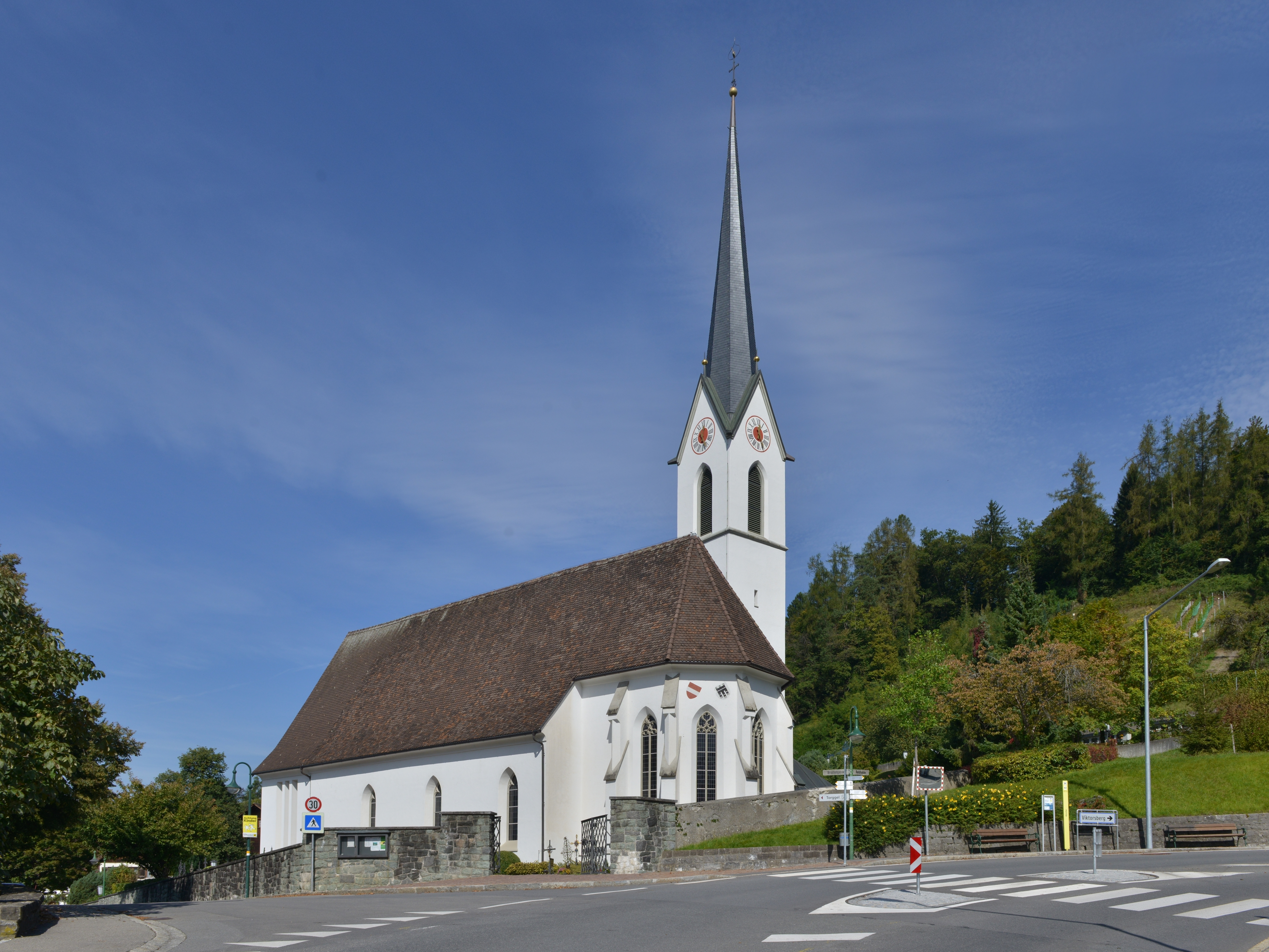
Kath. Pfarrkirche hl. Martin

- Zum Heilbadebetrieb siehe Bad Röthis.

### Musik
- Musikverein Harmonie Röthis
- Jungmusik Röthis

## Wirtschaft und Infrastruktur

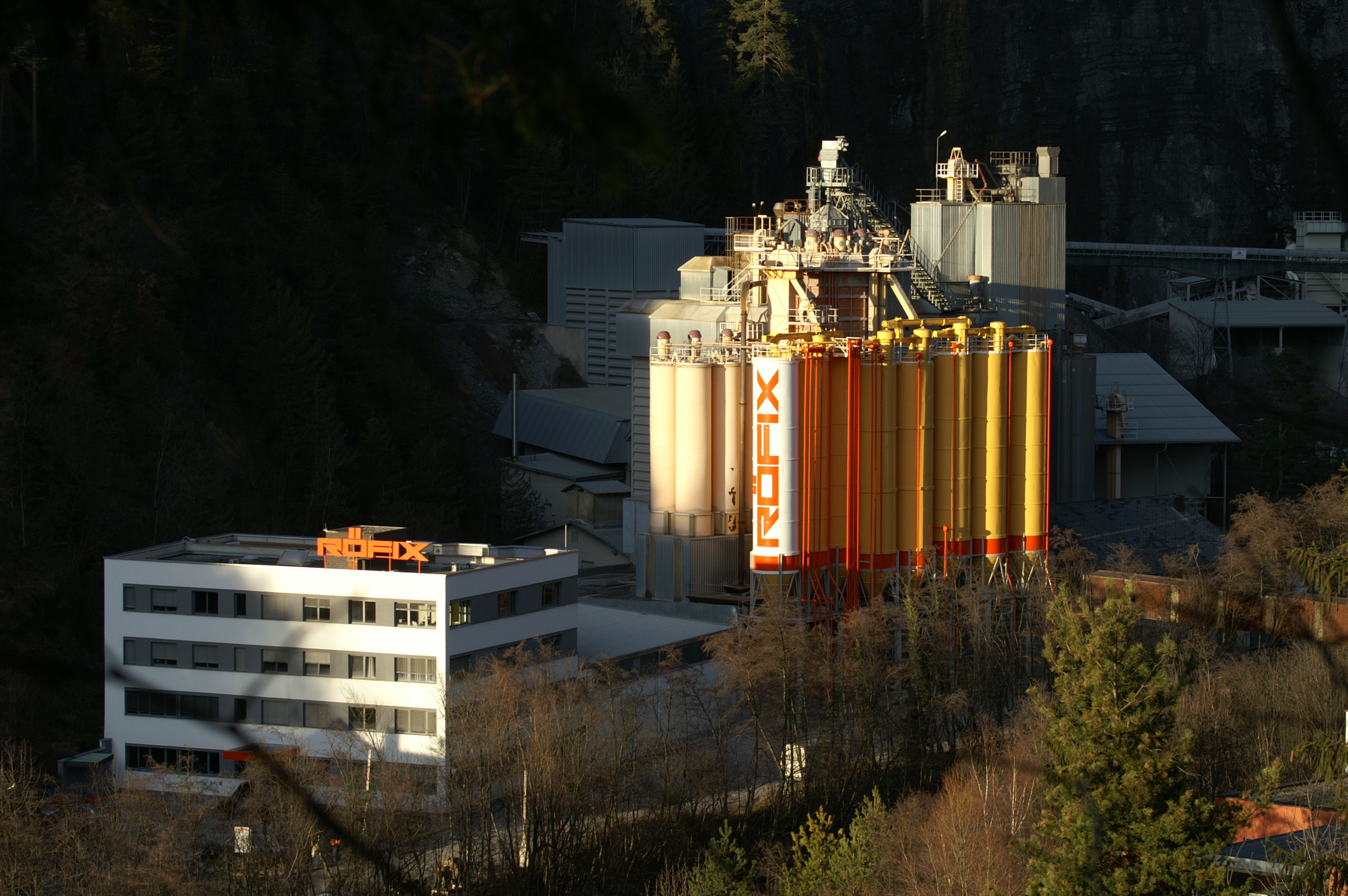
Firmengelände der Röfix AG

In der Gemeinde gab es im Jahr 2010 zwölf land- und forstwirtschaftliche Betriebe, sechs davon Haupterwerbsbetriebe. Im sekundären Wirtschaftssektor arbeiteten 639 Personen in 46 Betrieben, zwei Drittel im Bau und fast 200 im Handel. Außergewöhnlich ist, dass 24 Personen im Bergbau tätig waren. Im tertiären Wirtschaftssektor boten 105 Betriebe 604 Menschen eine Arbeit, die meisten in sozialen und öffentlichen Diensten, sowie im Handel und in der Gastronomie (Stand 2011). Röthis pflegt seine Weinbautradition durchgängig seit dem 9. Jahrhundert. Wein gedieh im Jahr 1887 noch auf 32 Hektar. Nachdem die Bevölkerung seither auf ein Mehrfaches anwuchs und immer mehr Land für Gebäude gebraucht wurde, sind es 2024 noch 2 ha.

### Verkehr
Röthis hat eine gute Ausstattung mit öffentlichen Verkehrsmitteln. Westlich von Röthis liegt die Haltestelle Sulz-Röthis an der Bahnstrecke Lindau–Bludenz, die von der S-Bahn Vorarlberg bedient und auch mit Bussen angefahren wird. Mehrere Landbuslinien durchziehen das Vorderland und verbinden Röthis mit den Nachbarorten sowie den größeren Gemeinden Feldkirch, Rankweil und Götzis. Buslinien in die Bergdörfer Dafins und Viktorsberg beginnen und enden in Röthis.

### Bildung
Im Ort gibt es (Stand 2018) einen Kindergarten und eine Volksschule. Die Mittelschule Sulz-Röthis befindet sich im Nachbarort Sulz.

## Politik

### Gemeindevertretung

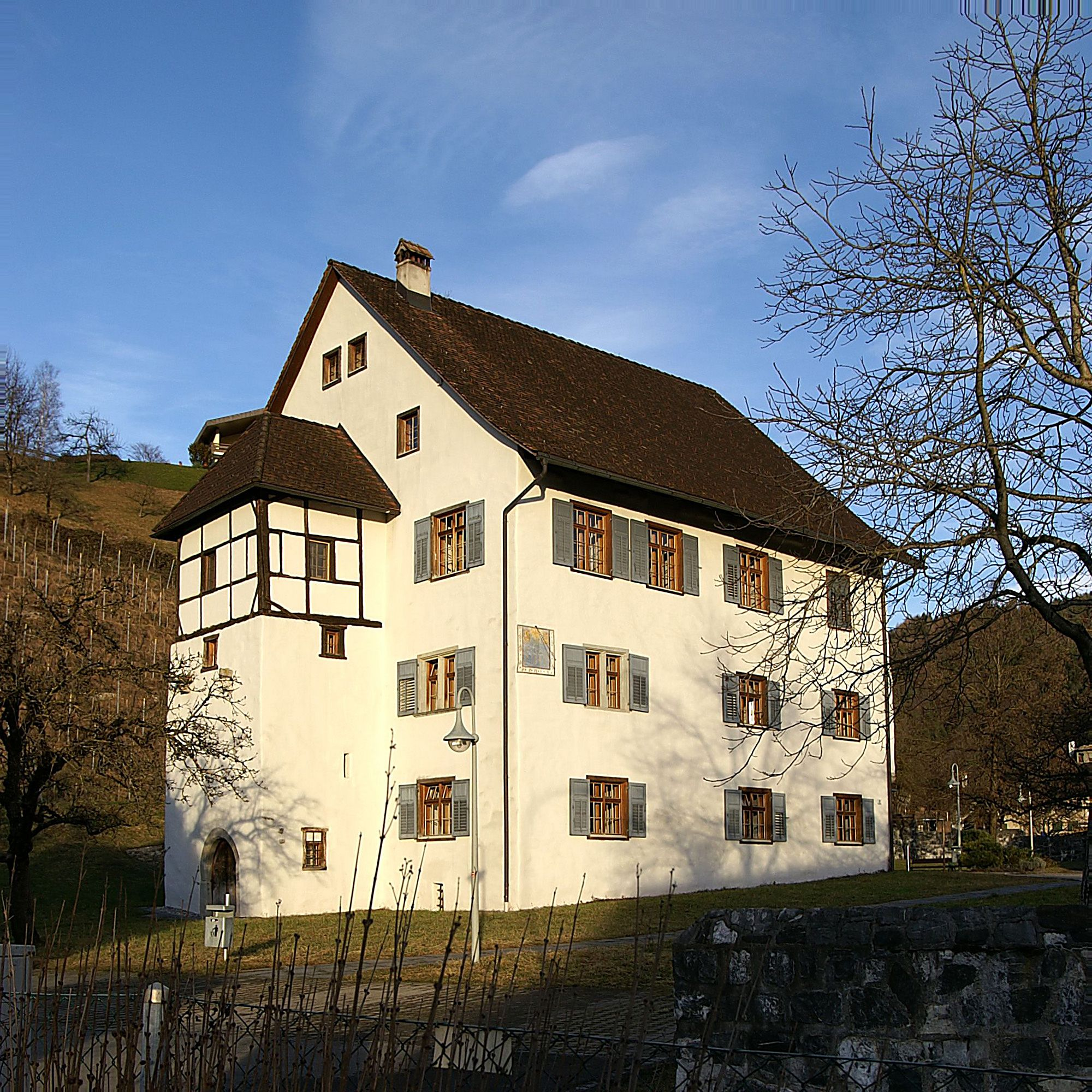
Gemeindeamt im Röthner Schlößle, dahinter ein Weinberg

In Vorarlberg wählen die Bürger alle fünf Jahre die Mitglieder der Gemeindevertretung durch Ankreuzen eines Listen-Wahlvorschlages bzw. durch Mehrheitswahl wenn kein Listenvorschlag vorliegt. Weiters den Bürgermeister durch Ankreuzen eines Wahlvorschlages.
Die Gemeindevertretung wählt in der konstituierenden Sitzung aus ihrer Mitte – sofern keine Wahl durch die Bürger zustande kam – gemäß § 61 Gemeindegesetz einen Bürgermeister und dann einen mindestens dreiköpfigen Gemeindevorstand. Die Zahl dieser „Gemeinderäte“ darf aber gemäß § 55 den vierten Teil der Zahl der Gemeindevertreter nicht übersteigen.
Der Bürgermeister führt den Vorsitz bei den generell öffentlichen Sitzungen der Gemeindevertretung, in denen kommunale Belange besprochen und Beschlüsse gefasst werden. Beobachter haben kein Mitspracherecht und kein Stimmrecht. Die Gemeindevertretung kann nach Bedarf Ausschüsse bestellen. Sitzungen des Gemeindevorstandes und der Ausschüsse sind nicht öffentlich.

#### Sitzverteilung nach den Wahlen
- Gemeindevertretungswahlen 1985: Gemeindeliste Röthis 18.[16]
- Gemeindevertretungswahlen 1990: Gemeindeliste Röthis 18.[17]
- Gemeindevertretungswahlen 1995: Gemeindeliste Röthis 14, Erste Röthner Liste 3, Die Freiheitlichen 1.[18]
- Gemeindevertretungswahlen 2000: Gemeindeliste Röthis 17, Die Freiheitlichen (FPÖ) 1.[19]
- Gemeindevertretungswahlen 2005: Gemeindeliste Röthis 18.[20]
- Gemeindevertretungswahlen 2010: Gemeindeliste Röthis 18.[21]
- Gemeindevertretungswahlen 2015: Gemeindeliste Röthis 18.[22]
- Gemeindevertretungswahlen 2020: Gemeindeliste Röthis 12, Wir in Röthis 6.[23]
- Gemeindevertretungswahlen 2025: Gemeindeliste Röthis 15, Wir in Röthis – Grüne und Unabhängige 6.[24]

### Bürgermeister
- 1945–1947 Alfons Kopf[25]
- 1947–1955 Jakob Keckeis[25]
- 1955–1980 Hermann Wehinger[25]
- 1980–1995 Gerold Keckeis[25]
- 1995–2013 Norbert Mähr (Gemeindeliste Röthis)[25][26]
- 2014–2023 Roman Kopf (Gemeindeliste Röthis)[27][28]
- seit 1. Oktober 2023 Thomas Bachmann[29]

## Persönlichkeiten

### Söhne und Töchter der Gemeinde
- Georg Ludescher (* 1931), Politiker (ÖVP)
- Philip Schneider (* 1981), Volleyballspieler
- Gerda Poppa (* 1963), Komponistin